# Partidul Liberal (Norvegia)
Partidul Liberal (în norvegiană Venstre, lit. 'Stânga', V; în sami: Gurutbellodat) este un partid de centru din Norvegia. A fost fondat în 1884, fiind astfel cel mai vechi partid politic din Norvegia. Din punct de vedere ideologic, se plasează la centru, fiind un partid liberal care de-a lungul timpului a adoptat reforme precum parlamentarismul, libertatea religioasă, votul universal și învățământul de stat.
1. ↑   https://www.norwegenservice.net/die-norwegische-parteienlandschaft, accesat în 17 mai 2021 Lipsește sau este vid: |title= (ajutor)
2. ↑  Venstre (1 iunie 2009), Fildeling (în norvegiană bokmål), accesat în 15 iunie 2024